# Kullabygdens vingård
Kullabygdens vingård är en vingård i Norra Häljaröd på Kullahalvön i Skåne.
Vingården grundades 2000, och drivs av Bert-Åke Andersson. Midsommar år 2000 planterades 500 vinrankor av olika sorter som en försöksodling. Som en följd av denna provodling etablerades senare Vingården i Klagshamn. 2003 påbörjades prospektering av vinkällare och vineri samt hela tillståndsprocessen som i sig själv tog nästan två år innan tillstånden var klara. I detta arbete var Kullabygdens vingård och Bert-Åke Andersson tillsammans med Lauri Pappinen och Göran Amnegård de som banade väg för enklare tillståndsförfarande för vintillverkning i Sverige. Vineri- och vinkällarbyggnation påbörjades 2004 och stod färdigt hösten 2006. 
Produktionen omfattar en mindre mängd vita viner, röda viner och roséviner som introducerades på Systembolaget våren 2008. Från hösten 2008 lanserades vinerna i Systembolagets butik i Limhamn sedan möjligheten till försäljning av lokala produkter öppnats. Kullabygdens viner framställs dels på egna druvor, och dels på druvor från Vingården i Klagshamn.